# Наби-илишу
Наби-илишу — царь (лугаль) Урука, правивший в конце XIX века до н. э.

## Список датировочных формул Наби-илишу[1]
|   |                                                                                |
| 1 | Год, когда Наби-илишу [стал] царём BaM 2, 1963 12 23 mu na-bi-i3-li2-szu lugal |

| V (аморейская) династия Урука |                                    |             |
| Предшественник: Анам          | царь Урука конец XIX века до н. э. | Преемник: — |